# Ведерников, Иван Анисимович
Иван Анисимович Ведерников (6 апреля 1922, Медведево, Вятская губерния — 20 февраля 1986, Пижанка, Кировская область) — капитан Рабоче-крестьянской Красной Армии, участник Великой Отечественной войны, Герой Советского Союза (1943).

## Биография
Иван Ведерников родился 6 апреля 1922 года в деревне Медведево (ныне — Пижанский район Кировской области) в крестьянской семье. В 1937 году он окончил семь классов школы, после чего работал в колхозе. В октябре 1941 года Ведерников был призван на службу в Рабоче-крестьянскую Красную Армию и направлен на фронт Великой Отечественной войны. В 1943 году он окончил Саратовское танковое училище. В звании младшего лейтенанта командовал танком «Т-34» 586-го танкового батальона 219-й танковой бригады 1-го механизированного корпуса 37-й армии Степного фронта. Отличился во время битвы за Днепр.
Вечером 1 октября 1943 года 219-я бригада вышла к Днепру к юго-востоку от Кременчуга. Ночью она начала переправу в районе села Мишурин Рог Верхнеднепровского района Днепропетровской области Украинской ССР. Танк Ведерникова незаметно для противника переправился на первом пароме. Появление танков на плацдарме, захваченном к тому времени советскими пехотинцами, стало для противника полной неожиданностью. В первом встречном танковом бою танк Ведерникова подбил два танка «Пантера». Понеся существенные потери, немецкие подразделения были вынуждены отойти. За пять последующих суток экипаж Ведерникова принял активное участие в отражении 19 вражеских контратак, уничтожая артиллерийские и миномётные батареи, пулемётные гнёзда и живую силу противника. Взаимодействуя с пехотой, танковый батальон не только сумел удержать, но и расширить плацдарм на западном берегу Днепра, создав условия для ввода в прорыв крупных механизированных подразделений.
Указом Президиума Верховного Совета СССР от 20 декабря 1943 года за «мужество и героизм, проявленные при форсировании Днепра и удержании плацдарма на правом берегу» младший лейтенант Иван Ведерников был удостоен высокого звания Героя Советского Союза с вручением ордена Ленина и медали «Золотая Звезда» за номером 1441.
В 1944 году вступил в ВКП(б). В августе 1945 года в звании капитана был демобилизован. Проживал в посёлке Пижанка Кировской области, находился на партийной и хозяйственной работе. Скончался 20 февраля 1986 года.
Был также награждён двумя орденами Отечественной войны 1-й степени и рядом медалей.